# Intimismus

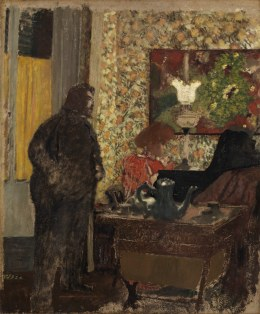
Édouard Vuillard, Interieur mit Misia Natanson am Klavier, 1897/98

Der Intimismus ist eine Stilrichtung in der Malerei, die sich aus dem Impressionismus entwickelte. Geprägt wurde der Begriff von André Gide. Er sah in den Gemälden von Édouard Vuillard, welche in den 1890er Jahren entstanden, eine intime und in gedämpften Farbwerten gehaltene Malerei. Der Intimismus wird vereinzelt sowohl dem Post-Impressionismus als auch dem Symbolismus zugeordnet. Manche Autoren wiederum sehen in ihm einen Ismus, der zwischen dem Post-Impressionismus und Symbolismus anzusiedeln sei.
Hauptvertreter des Intimismus sind die französischen Maler Pierre Bonnard und Édouard Vuillard. Sie werden auch zur Künstlergruppe der Nabis gezählt, waren jedoch weniger an der von Paul Sérusier bevorzugten Malweise der Gruppe interessiert. 
Kennzeichnend für die Bildwerke ist eine detailgenaue Schilderung der häuslichen Privatsphäre. Sowohl Interieurs als auch szenische Darstellungen des außerhäuslichen Bereiches (Garten) sind die bevorzugten Bildthemen.